# Tour dels Fiords 2015
El Tour dels Fiords 2015, 8a edició del Tour dels Fiords, es disputà entre el 27 i el 31 de maig de 2015 sobre un recorregut de 911 km repartits entre cinc etapes, amb inici a Bergen i final a Stavanger. La cursa formava part del calendari de l'UCI Europa Tour 2015, amb una categoria 2.1.
El vencedor final fou l'austríac Marco Haller (Team Katusha), amb 12" sobre el danès Søren Kragh Andersen (Team TreFor-Blue Water) i 24 sobre el suec Michael Olsson (Team TreFor-Blue Water). Haller també guanyà la classificació dels joves, mentre el seu company d'equip, i darrer vencedor en la general, Alexander Kristoff guanyà la classificació per punts gràcies a les tres victòries d'etapa. Amets Txurruka (Caja Rural-Seguros RGA) guanyà la classificació de la muntanya i el Caja Rural-Seguros RGA la classificació per equips.

## Equips
L'organització convidà a prendre part en la cursa a quatre equips World Tour, sis equips continentals professionals i onze equips continentals:
- equips World Tour: Team Katusha, Orica-GreenEDGE, Team Tinkoff-Saxo, Trek Factory Racing
- equips continentals professionals: Caja Rural-Seguros RGA, Cult Energy Pro Cycling, MTN Qhubeka, Roompot Oranje Peloton, Topsport Vlaanderen-Baloise, Wanty-Groupe Gobert
- equips continentals: Activejet Team, Cyclingteam Join-S De Rijke, Madison Genesis, Rabobank Development Team, Team Coop-Øster Hus, Team FixIT.no, Team Joker, Team Ringeriks-Kraft, Team Sparebanken Sør, Team Tre Berg-Bianchi, Team TreFor-Blue Water

## Etapes
| Etapa | Data       | Recorregut             |     | Km                | Vencedor d'etapa           | Líder de la general        | Ref         |
| ----- | ---------- | ---------------------- | --- | ----------------- | -------------------------- | -------------------------- | ----------- |
| 1     | 27 de maig | Bergen - Norheimsund   | 177 | Etapa plana       | Alexander Kristoff (NOR)   | Alexander Kristoff (NOR)   | [ 2 ] [ 3 ] |
| 2     | 28 de maig | Jondal - Haugesund     | 205 | Etapa accidentada | Alexander Kristoff (NOR)   | Alexander Kristoff (NOR)   | [ 4 ]       |
| 3     | 29 de maig | Stord - Sauda          | 166 | Etapa plana       | Alexander Kristoff (NOR)   | Alexander Kristoff (NOR)   | [ 5 ]       |
| 4     | 30 de maig | Stavanger - Sandnes    | 177 | Etapa accidentada | Søren Kragh Andersen (DEN) | Søren Kragh Andersen (DEN) | [ 6 ]       |
| 5     | 31 de maig | Hinna Park - Stavanger | 186 | Etapa plana       | Edvald Boasson Hagen (NOR) | Marco Haller (AUT)         | [ 7 ]       |

## Classificació final
|    | Ciclista                   | Equip                   | Temps       |
| -- | -------------------------- | ----------------------- | ----------- |
| 1  | Marco Haller (AUT)         | Team Katusha            | 22h 18' 47" |
| 2  | Søren Kragh Andersen (DEN) | Team Trefor-Blue Water  | + 12"       |
| 3  | Michael Olsson (SWE)       | Team Trefor-Blue Water  | + 24"       |
| 4  | Rasmus Guldhammer (DEN)    | Cult Energy Pro Cycling | + 28"       |
| 5  | Amets Txurruka (ESP)       | Caja Rural-Seguros RGA  | + 39"       |
| 6  | Daryl Impey (RSA)          | Orica-GreenEDGE         | + 41"       |
| 7  | Edvald Boasson Hagen (NOR) | MTN Qhubeka             | + 46"       |
| 8  | Mads Pedersen (DEN)        | Cult Energy Pro Cycling | + 47"       |
| 9  | Alexander Kristoff (NOR)   | Team Katusha            | + 53"       |
| 10 | Kristian Sbaragli (ITA)    | MTN Qhubeka             | + 59"       |